# Clostera angularis
Clostera angularis är en fjärilsart som beskrevs av Pieter Cornelius Tobias Snellen 1895. Clostera angularis ingår i släktet Clostera och familjen tandspinnare. Inga underarter finns listade i Catalogue of Life.